# Typical Male
«Typical Male» (с англ. — «Типичный мужчина») — песня, записанная американской певицей Тиной Тёрнер для её шестого сольного студийного альбома Break Every Rule 1986 года. Авторами песни стали Терри Бриттен и Грэм Лайл.
Песня имела коммерческий успех во всём мире. Так, в США песня достигла второго места в чарте Billboard Hot 100 и пробыла там три недели, а вот в чарте Cashbox она уже поднялась на вершину. В Европе песня также заняла первое место в чартах Испании и Финляндии, а также вошла в первую десятку множества других.
Тина за эту песню получила номинацию на 29-й премии «Грэмми» за лучшее женское вокальное поп-исполнение.

## Музыкальное видео
Музыкальное видео было снято Брайаном Грантом. По сюжету, Тина в красном мини-платье пытается привлечь внимание адвоката. Она играет с ним в шахматы и скрэббл, танцует вокруг гигантского черного ботинка и подкидывает его высоко в воздух, прыгая на гигантской телефонной трубке. В конце Тина и адвокат уходят, держась за руки.
Первоначально клип был выпущен на домашнем видео What You See Is What You Get на VHS, однако больше не переиздавался. Например, на видео Simply The Best — The Video Collection клип был заменён концертной версией, взятой из концертного фильма Do You Want Some Action!.

## Отзывы критиков
Рецензент Нил Тейлор из New Musical Express дал негативную оценку песне, назвав её «до смерти выдоенным коммерческим продуктом». Люси О’Брайен из того же издания также отметила, что песня ориентирована на чарты.

## Список композиций
7"-сингл
A. «Typical Male» — 4:18
B. «Don’t Turn Around» — 4:17
12"-сингл / MC
A1. «Typical Male» (Dance Mix) — 7:17
A2. «Typical Male» (Album Version) — 4:18
B1. «Typical Male» (Dub Mix) — 6:28
B2. «Don’t Turn Around» — 4:17

## Участники записи
- Тина Тернер — вокал
- Ник Гленни-Смит — клавишные
- Терри Бриттен[англ.] — гитары, бас-гитара, бэк-вокал
- Фил Коллинз — ударные
- Тим Капелло[англ.] — саксофон
- Тесса Найлс[англ.] — бэк-вокал

## Чарты
| Чарт (1986)                           | Высшая позиция |
| ------------------------------------- | -------------- |
| Австралия (Kent Music Report)         | 20             |
| Австрия (Ö3 Austria Top 40)           | 6              |
| Бельгия/Фландрия (Ultratop 50)        | 17             |
| Великобритания (UK Singles Chart)     | 33             |
| Европа (European Hot 100 Singles)     | 5              |
| Ирландия (IRMA)                       | 12             |
| Испания (AFYVE)                       | 1              |
| Италия (Musica e dischi)              | 7              |
| Канада (RPM Adult Contemporary)       | 12             |
| Канада (RPM Top Singles)              | 11             |
| Нидерланды (Dutch Top 40)             | 8              |
| Нидерланды (Single Top 100)           | 14             |
| Новая Зеландия (Recorded Music NZ)    | 8              |
| Норвегия (VG-lista)                   | 2              |
| США (Billboard Adult Contemporary)    | 23             |
| США (Billboard Dance Club Songs)      | 11             |
| США (Billboard Hot 100)               | 2              |
| США (Billboard Hot R&B/Hip-Hop Songs) | 3              |
| США (Cash Box Top 100)                | 1              |
| Финляндия (Suomen virallinen lista)   | 1              |
| Франция (SNEP)                        | 31             |
| ФРГ (Offizielle Top 100)              | 3              |
| Швейцария (Schweizer Hitparade)       | 2              |
| Швеция (Sverigetopplistan)            | 6              |

| Чарт (1986)                     | Позиция |
| ------------------------------- | ------- |
| Бельгия/Фландрия (Ultratop 50)  | 96      |
| Канада (RPM Top Singles)        | 91      |
| Нидерланды (Dutch Top 40)       | 69      |
| Нидерланды (Single Top 100)     | 48      |
| Норвегия (VG-lista)             | 8       |
| США (Billboard Top Pop Singles) | 71      |
| США (Cash Box Top 100)          | 33      |
| ФРГ (Offizielle Top 100)        | 37      |
| Швейцария (Schweizer Hitparade) | 18      |